# Анатоксин
Анатокси́н (грец. ανα — проти і τοχι - отрута, токсин) — токсин тварини, рослини чи певного виду мікроорганізмів, спеціальною обробкою позбавлений шкідливих властивостей при збереженні здатності породити імунітет.